# Lugal-Anda
| |  |  |
| Empreinte sur une bulle d'argile des sceaux de Lugal-Anda (gauche) et de son épouse Baranamtarra (droite), v. 2400 av. J.-C., trouvées à Girsu/Tello, musée du Louvre. |  |  |

Lugal-Anda (env. au XXIVe siècle av. J.-C.) est un roi mésopotamien de Lagash et était l'époux de la reine Baranamtarra.
Bien que les assyriologues étudient traditionnellement son époux tout d'abord, Baranamtarra a signé les documents de son époque. E. Sand questionne le statut de dirigeant et de consort des époux .

## Règne
Son père, le roi En-entarzi, avait pris le pouvoir à Lagash dans des conditions obscures. Cela marque en tout cas une rupture successorale, puisqu'il ne semble pas lié aux rois précédents, sous l'autorité desquels il occupait la fonction de prêtre. Son règne est connu essentiellement par des tablettes économiques, qui ne disent rien des événements politiques. Après un règne manifestement court, son fils Lugal-Anda lui succède. Celui-ci procède à une réorganisation des domaines des temples, visible dans des tablettes économiques. L'évolution politique de Lagash durant cette période est mal connue. Les tablettes administratives permettent au moins de voir que la cour de Lagash, en premier lieu la reine Baranamtarra, entretient des relations pacifiques avec des cours étrangères, celles d'Adab et la plus lointaine île de Dilmun (Bahreïn).
En 2378 av. J.-C., Lugal-Anda et les siens perdent le pouvoir au profit de Urukagina.
Le trône de Lagash est donc occupé par Urukagina (nom dont la lecture est indéterminée, on trouvera aussi Uru-inim-gina), un dignitaire aux origines discutées. Rien n'atteste qu'il soit le fils du précédent roi, mais pour autant il n'a pas forcément été un usurpateur : il semble en effet que Lugal-Anda et son épouse soient encore en vie au début de son règne, ce qui pourrait indiquer une transmission du pouvoir pacifique.

## Sources
- (en) Cyril John Gadd, in The Cambridge Ancient History, vol. I, part 2, Cambridge, Cambridge University Press, 1971, p. 120.
- Edmond Sollberger et Jean-Robert Kupper, Inscriptions royales sumériennes et akkadiennes, Paris, Le Cerf, collection « Littératures anciennes du Proche-Orient », 1971, IC10d
- Maurice Lambert, « Les Dieux vivants à l'aube du temps historique », dans Sumer, vol. 5, p. 14-15
- (en) Elin Sand, Woman ruler : woman rule, San Jose, iUniverse.com, 22 août 2001, 548 p. (ISBN 978-1-58348-394-7, lire en ligne).
- (en) Douglas Frayne, The Royal inscriptions of Mesopotamia : Early periods, vol. 3/1, Presargonic Period (2700–2350 BC), Toronto, University of Toronto Press, 2008